# Куайчжоу

Масштабные макеты ракет «Куайчжоу» KZ-1A (в центре), KZ-11 (на мобильной платформе) на стенде Expace (МАКС-2017)

«Куайчжоу» (кит. трад. 快舟, пиньинь kuài zhōu, палл. кхуай чжоу, буквально: «быстрая лодка») — китайская твердотопливная ракета-носитель, разработанная для дешёвого и быстрого запуска на орбиту небольших спутников.
Ракета создавалась с 2009 года компанией China Aerospace Science and Industry Corporation в сотрудничестве с Харбинским технологическим институтом на базе ракеты средней дальности Дунфэн-21. Коммерческая версия ракеты получила название Feitian-1 (FT-1), она была представлена на Zhuhai Airshow 2014.
Запуск ракеты-носителя производится при помощи мобильной пусковой установки и может быть выполнен с любого космодрома Китая. Подготовка к запуску требует только 6 человек персонала и может быть выполнена в течение 24 часов.
Первый запуск с полезной нагрузкой состоялся 25 сентября 2013 года.
В середине февраля 2016 года CASIC основала компанию Expace Technology, которая будет предоставлять коммерческие услуги по запуску спутников для клиентов по всему миру. Заявлено, что будущая версия ракеты-носителя, Kuaizhou-11, сможет выводить на орбиту высотой 700 километров грузы массой до одной тонны.

## Варианты

### «Куайчжоу-1» (KZ-1)
Версия ракеты-носителя, используемая для первых двух запусков, представляла собой три твердотопливные ступени твердотопливной ракеты с оборудованной жидкостным ракетным двигателем верхней ступенью, которая была интегрирована с полезной нагрузкой и не отстыковывалась после выхода на орбиту. Высота ракеты около 20 м, стартовая масса — около 30 т. Первая и вторая ступень имеют диаметр 1,4 м, третья ступень и головной обтекатель — 1,2 м. Масса выводимой полезной нагрузки около 430 кг на 500-километровую солнечно-синхронную орбиту.

### «Куайчжоу-1A» (KZ-1A)
Коммерческая версия ракеты-носителя, также известная как FT-1. Использует те же 3 твердотопливные ступени, но верхняя ступень не совмещена с полезной нагрузкой и может выводить от 4 до 6 спутников на разные орбиты в ходе одного запуска. Может быть использован вариант головного обтекателя диаметром 1,4 м. Позволяет выводить на низкую околоземную орбиту до 300 кг, на солнечно-синхронную орбиту высотой 500 км — 250 кг, высотой 700 км — 200 кг.

### «Куайчжоу-11» (KZ-11)
Версия ракеты-носителя диаметром 2,2 метра и стартовой массой 78 т, может выводить до 1 тонны на ССО высотой 700 км. Первый запуск ожидался в 2017 году, однако фактически состоялся 10 июля 2020 года и окончился неудачей. Первый успешный запуск - декабрь 2022 года.

### «Куайчжоу-21» (KZ-21)
Также в разработке находится твердотопливный двигатель диаметром 3 м для ракеты-носителя, которую планируют ввести в эксплуатацию к 2025 году.

## Запуски
| №  | Дата, время (UTC)       | Версия               | Космодром | Полезная нагрузка                          | Тип ПН                                                          | Орбита                                                           | Результат |
| -- | ----------------------- | -------------------- | --------- | ------------------------------------------ | --------------------------------------------------------------- | ---------------------------------------------------------------- | --------- |
| 1  | 25 сентября 2013, 04:37 | KZ-1                 | Цзюцюань  | Куайчжоу-1                                 | Спутник ДЗЗ                                                     | НОО 275 × 293 км, 96,7°                                          | Успех     |
| 2  | 21 ноября 2014, 06:37   | KZ-1                 | Цзюцюань  | Куайчжоу-2                                 | Спутник ДЗЗ                                                     | НОО 269 × 304 км, 96,5°                                          | Успех     |
| 3  | 9 января 2017, 04:11    | KZ-1A                | Цзюцюань  | JL-1, XY-S1, Caton-1                       | Спутник ДЗЗ и 2 кубсата                                         | ССО 528 × 543 км, 97,5°                                          | Успех     |
| 4  | 29 сентября 2018, 04:13 | KZ-1A                | Цзюцюань  | CentiSpace-1-S1                            | Спутник тестирования лазерной межспутниковой связи              | 695 × 708 км, 98,22 °                                            | Успех     |
| 5  | 30 августа 2019, 23:41  | KZ-1A                | Цзюцюань  | Сяосян-1-07, Тайжи-1                       | 2 кубсата                                                       |                                                                  | Успех     |
| 6  | 13 ноября 2019, 03:40   | KZ-1A                | Цзюцюань  | Цзилинь-1 Гаофен-02А                       | Спутник ДЗЗ                                                     |                                                                  | Успех     |
| 7  | 17 ноября 2019, 09:52   | KZ-1А                | Цзюцюань  | KL-Alpha A, KL-Alpha B                     | Спутник тестирования связи Ka-диапазона                         | А) круговая 1050×1050 км, 86° B) эллиптическая 1050×1425 км, 86° | Успех     |
| 8  | 7 декабря 2019, 02:55   | KZ-1А                | Тайюань   | Цзилинь-1 Гаофен-02B                       | Спутник ДЗЗ                                                     |                                                                  | Успех     |
| 9  | 7 декабря 2019, 08:52   | KZ-1А                | Тайюань   | Хеде-2А,-2B, Тяньи-16, -17, Тяньци-4А, -4B | Спутники ДЗЗ                                                    |                                                                  | Успех     |
| 10 | 10 июля 2020            | KZ-11 (первый полет) | Цзюцюань  | Цзилинь-1, CentiSpace-1 S2                 | Спутник ДЗЗ, Спутник тестирования лазерной межспутниковой связи |                                                                  | Авария    |
| 11 | 7 декабря 2022          | KZ-11                | Цзюцюань  | VDES (VHF Data Exchange System)            | Спутник связи в УКВ-диапазоне, тестовый                         |                                                                  | Успех     |
| 12 | 22 марта 2023           | KZ-1A                | Цзюцюань  | 4 х Тяньму-1                               | спутники ДЗЗ                                                    |                                                                  | Успех     |
| 13 | 9 июня 2023             | KZ-1A                | Цзюцюань  | Longjiang-3                                | экспериментальный спутник связи                                 |                                                                  | Успех     |